# Балдуин II (Хенегау)
Балдуин II (на френски: Baudouin II de Hainaut, * 1056, † сл. 8 юли 1098, близо до Никея) от Дом Фландрия, е от 1071 до 1098 г. граф на Хенегау.

## Произход и управление
Той е вторият син на граф Балдуин VI от Фландрия (1030 – 1070) и съпругата му Рихилда от Хенегау (1018 – 1086). Племенник е на граф Роберт I Фризиец от Фландрия и на Уилям Завоевателя, крал на Англия (1066 – 1087), който е женен за леля му Матилда Фландърска.
През 1071 г. той наследява своя брат Арнулф III като граф на Хенегау и Валансиен. До 1076 г. майка му е негова регентка.
Балдуин II прави дарения на манастири и църкви.

## Участие в Първи кръстоносен поход
През 1095 г., след обявяването от римския папа Урбан II на организирането на Първия кръстоносен поход, Балдуин II приема решение за участие в него. Необходимото финансиране той получава от епископа на Лиеж Отберт, който купува от Балдуин неговият замък Куин за 50 сребърни марки и 1 златна ливра. Отфрид приема за себе си отговорността за двамата сина на Балдуин, назначавайки ги за каноници в събора „Св. Ламберт“ в Лиеж.
След успешната обсада на Антиохия Балдуин, заедно с граф Хуго от Вермандоа, е изпратен при византийския император Алексий I Комнин, за да моли за подкрепления от негова страна. По пътя за Константинопол, Балдуин умира през 1098 г. във Витиния, близо до Никея, при неизяснени обстоятелства.

## Фамилия
Балдуин II се жени през 1084 г. за Ида фон Льовен (ок. 1065 – 1139), дъщеря на граф Хайнрих II от фамилията Регинариди. Двамата имат осем деца:
- Ида († сл. 1101), омъжена за Гуи дьо Шеврьоз, и 1100 г. за Томас I, граф на Амиен, лорд на Куси
- Балдуин III (* 1088, † 1120), граф на Хенегау
- Арнулф († пр. 1136), господар на Льо Рьолкс
- Луис († като дете)
- Симон, каноник на „Св. Ламберт“ в Лиеж
- Хайнрих († като дете)
- Вилхелм († сл. 1117).
- Рихилдис († сл. 1118), омъжена 1115 (разв. 1118) за Амори III дьо Монфор, лорд на Монфор
- Аделхайд († сл. 1153), омъжена за Николас II, господар на Румини